# نافاريدوندا دي غريدوس
بلدية نافاريدوندا دي غريدوس (بالإسبانية: Navarredonda de Gredos) هي بلدية تقع في مقاطعة آبلة التابعة لمنطقة قشتالة وليون وسط إسبانيا.

## الديموغرافيا
بلغ عدد سكان بلدية نافاريدوندا دي غريدوس 472 نسمة عام 2011 (وفقاً للمعهد الوطني للإحصاء الإسباني).
| 482 | 500 | 466 | 474 | 470 | 461 | 472 |